# Pierre Segui
Pour les articles homonymes, voir Segui.
Pierre Ségui est un militaire puis un acteur français, né le 14 février 1926 à Harfleur et mort le 17 septembre 2007 à Bangkok.
Il est connu pour avoir joué le rôle de Julien dans Voyage au bout de l'enfer. Il est également apparu dans Apocalypse Now et dans L'Année du dragon.
Il a servi dans l'armée française durant la guerre d'Indochine et est ensuite resté en Asie : au Cambodge, au Laos où il avait une petite compagnie d'aviation, à Saïgon au Viêt-Nam, puis en Thaïlande étant pendant des années le propriétaire des restaurants Le Vendôme puis du premier Métropolitain, puis du deuxième Métropolitain à Bangkok.